# Landeskrankenhaus Innsbruck

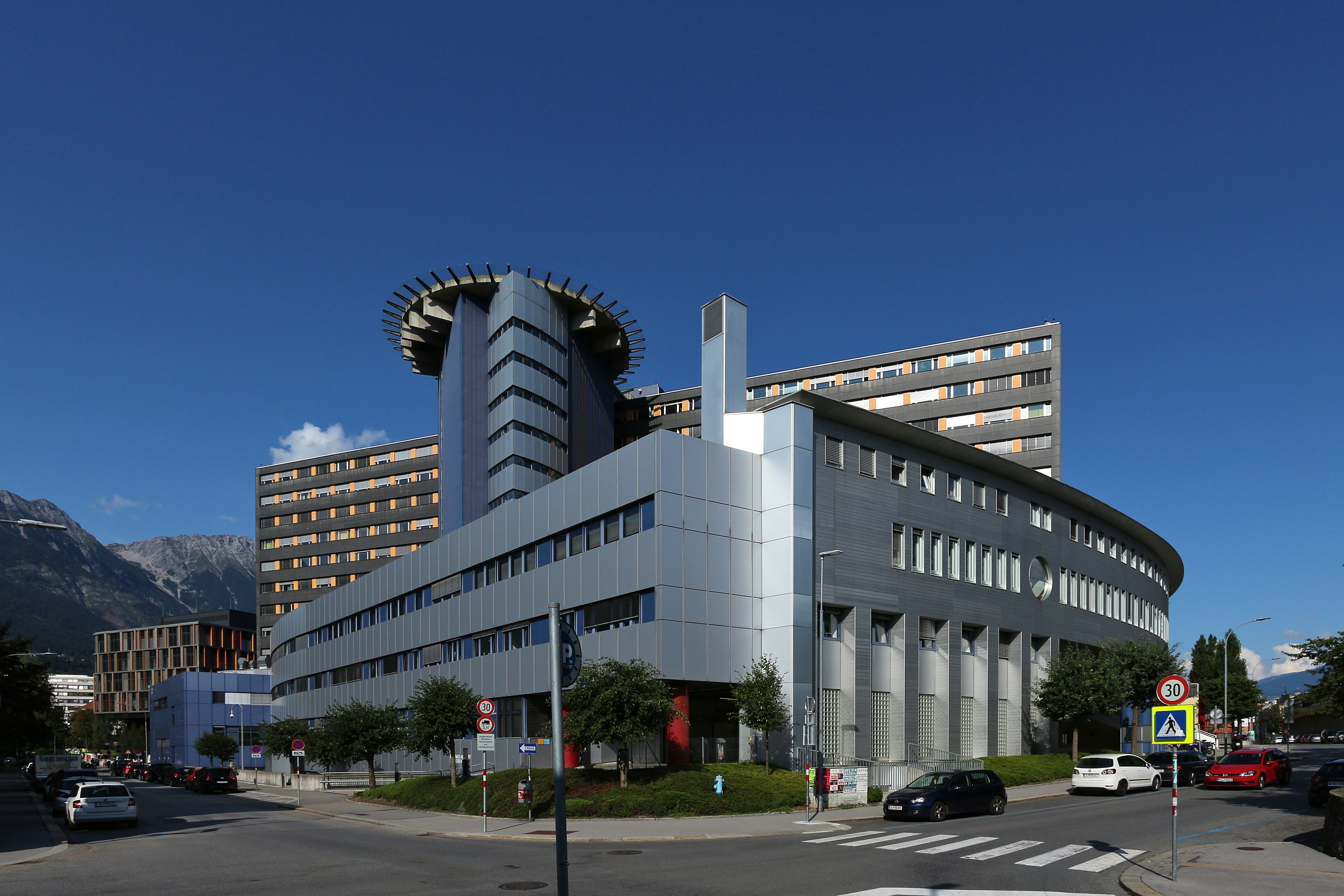
Chirurgie

Das Allgemeine öffentliche Landeskrankenhaus - Universitätskliniken Innsbruck ist ein Krankenhaus in der Tiroler Landeshauptstadt Innsbruck und wird von der Tirol Kliniken GmbH geführt. Mit etwa 1550 Betten ist es eines der größten Krankenhäuser Österreichs. Das Landeskrankenhaus dient zudem als primäres Ausbildungsspital der Medizinischen Universität Innsbruck und beherbergt auf seinem Gelände auch Hörsäle der einzelnen Universitätsinstitute.

## Geschichte
Das heutige Landeskrankenhaus Innsbruck geht in seinen Anfängen auf das erste Innsbrucker Stadtspital im 14. Jahrhundert zurück. 1669 wurde durch Kaiser Leopold I. die Universität Innsbruck gegründet, die 1674 eine Medizinische Fakultät (die erste im Alpenraum) erhielt. 1742 verpflichtete die Reform Maria Theresias die medizinischen Professoren der Universität Innsbruck dazu, die ärztliche Betreuung des Stadtspitals zu übernehmen. Im Gegenzug entwickelte sich das Innsbrucker Stadtspital zum Lehr- und Forschungskrankenhaus der medizinischen Fakultät der Universität Innsbruck.
Seit der zweiten Hälfte des 19. Jahrhunderts befindet sich das Krankenhaus auf einem 90.000 m² großen Areal im Westen Innsbrucks gegenüber dem Hauptgebäude der Universität Innsbruck, auf dem bis heute alle Instituts-, Verwaltungs- und Forschungsgebäude des Landeskrankenhauses angesiedelt sind. Zwischen 1885 und 1887 wurden die ersten Pavillons des „Neuen Stadtspitals“ errichtet (Verwaltungsgebäude, Chirurgie, Frauen- und Hautklinik).
Seit 1922 wird das Areal des Landeskrankenhauses Innsbruck vom Land Tirol verwaltet, das 1991 die Agenden an die Tiroler Landeskrankenanstalten GmbH bzw. spätere Tirol Kliniken GmbH übertrug, eine Gesellschaft privaten Rechts, die zu 100 % im Eigentum des Bundeslandes Tirol steht. 2004 wurde die medizinische Fakultät der Universität Innsbruck als "Medizinische Universität Innsbruck" zur eigenständigen Universität erhoben, dessen seit 1972 als "Universitätskliniken" bezeichnete Abteilungen sich auch heute noch überwiegend im Landeskrankenhaus Innsbruck befinden. Im Laufe seines Bestehens wurden hier zahlreiche bedeutende medizinische Fortschritte erzielt, so z. B. 1983 die erste in Österreich durchgeführte Herztransplantation an Josef Wimmer. Das Landeskrankenhaus Innsbruck war zudem maßgeblich an der Einrichtung der zivilen Flugrettung in Österreich beteiligt: 1983 wurde in Zusammenarbeit mit dem ÖAMTC der erste Rettungshubschrauber Österreichs (Christophorus 1) in Betrieb genommen.

## Medizinisches Leistungsspektrum
Das Landeskrankenhaus Innsbruck verfügt über folgende medizinische Einrichtungen/Schwerpunkte:
- Erstversorgung / Notaufnahme
- Allgemeine und Chirurgische Intensivmedizin
- Anästhesie
- Augenheilkunde
- Dermatologie
- Venerologie
- Allergologie
- Chirurgie (Allgemeinchirurgie), Unfallchirurgie, Gefäßchirurgie, Herzchirurgie, Mund-, Kiefer- und Gesichtschirurgie, Neurochirurgie, Plastische Chirurgie, Rekonstruktive Chirurgie, Ästhetische Chirurgie, Viszeralchirurgie, Transplantationschirurgie, Thoraxchirurgie
- Gynäkologie und Geburtshilfe
- Gynäkologische Endokrinologie und Reproduktionsmedizin
- Hals-, Nasen- und Ohrenheilkunde
- Hör-, Stimm- und Sprachstörungen
- Innere Medizin (I/II/III/IV/V)
- Orthopädie, Kieferorthopädie
- Medizinische Psychologie
- Neurologie
- Neuroradiologie
- Nuklearmedizin
- Pädiatrie (I/II/III)
- Psychiatrie (I/II), Kinder- und Jugendpsychiatrie und -Psychotherapie bzw. Psychomatik
- Radiologie
- Strahlentherapie-Radioonkologie
- Urologie
- Zahnersatz und Zahnerhaltung
- Kinder- und Jugendheilkunde